# Jack Ferguson (pallanuotista 1930)
John Andrew Ferguson, detto Jack (Motherwell, 4 aprile 1930 – Broughty Ferry, 1º gennaio 2025), è stato un pallanuotista britannico.
Ha disputato le Olimpiadi di Helsinki 1952 e di Melbourne 1956.
A partire da maggio 2021, rimane l'ultimo scozzese ad aver rappresentato la Gran Bretagna alle Olimpiadi di pallanuoto. Dopo essersi ritirato dal gioco, Ferguson è stato per quattro anni, l'allenatore della nazionale britannica.